# Distretto di Ortahisar
Il distretto di Ortahisar (in turco Ortahisar ilçesi) è un distretto della provincia di Trebisonda, in Turchia. Fino al 2012 costituiva il distretto centrale della provincia di Trebisonda, rinominato in Ortahisar poiché, a seguito dell'istituzione del comune metropolitano di Trebisonda, quest'ultimo nome è stato riservato alla città.